# 신우겸
신우겸 (1988년 12월 9일 ~ )은 대한민국의 배우이자 모델이다.

### 드라마
- 2013년 tvN 수요 옴니버스 드라마 《환상거탑》
  - <5화 스포일러> - 은성의 자살을 막은 남자 역
  - <8화 아바타 앱> - 유택근 역
- 2014년 KBS2 저녁 일일연속극 《천상여자》
- 2015년 TV조선 2부작 단막극 《위대한 이야기 - I.M.Father》 ... 진국 역
- 2016년 tvN 월화 미니시리즈 《또! 오해영》 ... 지훈 역
- 2017년 tvN 월화 미니시리즈 《크로스》 ... 응급실 레지던트 역
- 2018년 ~ 2019년 MBC 수목 미니시리즈 《붉은 달 푸른 해》 ... 수영 오빠 역
- 2018년 MBC 월화 미니시리즈 《배드파파》 ... 김대성 역
- 2020년 JTBC 월화 미니시리즈 《야식남녀》 ... 강민수 역
- 2021년 MBC 저녁 일일연속극 《두 번째 남편》 ... 배서준 역
- 2023년 MBC 금토 미니시리즈 《넘버스 : 빌딩숲의 감시자들》 ... 우상현 역

### 영화
- 2017년 영화 《Shadow》 ... 재하 역
- 2015년 영화 《굿바이 그리고 헬로우》 ... 무열 역

### 예능
- 2012년 On Game Net 예능 프로그램 《켠김에 왕까지》

## CF
- 신한은행
- SK텔레콤
- AXA다이렉트
- 한국관광공사
- 에프앤케이
- 기아자동차 포르테